# 弗里斯蘭 (明尼蘇達州)
弗里斯蘭（英語：Friesland）是位於美國明尼蘇達州派恩縣德爾格羅夫鎮區的一個非建制地區。

## 歷史
弗里斯蘭得名自荷蘭弗里斯兰省。弗里斯蘭的郵局於1896年設立，其後於1917年停運。

## 地理
弗里斯蘭所處的海拔為高於海平面348米（即1142英呎），而該地所採用的時區為UTC-6，即北美中部時區（CST）。同時該地設有夏令時間，為UTC-6調快一小時，即UTC-5（CDT）。